# فهرست فرمانروایان لهستان
لهستان در طول تاریخ به شکل‌های مختلفی اداره می شد. در میانه قرون ۱۰ تا ۱۴ میلادی دوک‌ها یا از قرن ۱۱ تا ۱۸ میلادی شاهان بر آن حکومت می کردند. طولانی‌ترین دوره حکومت متعلق به خاندان پیاست (۹۶۰-۱۳۷۰ میلادی) و خاندان یاگیلون (۱۳۸۶-۱۵۷۲ میلادی) می‌باشد. در دوران متاخر (از قرن ۱۶ تا ۱۸ میلادی) سنت انتخاب آزادانه پادشاه، سلطنت لهستان را در موقعیتی خاص قرار می‌داد. 
نخستین حاکم رسمی لهستان دوک میشکو اول است که مسیحیت تحت نظر کلیسای روم را در سال ۹۶۶ میلادی پذیرفت. پسر او بولسواف یکم بود که مرزهای لهستان را گسترش بخشید و در سال ۱۰۲۵ میلادی لقب شاهی به خویش داد. در قرون پسین دودمان پیاست بر لهستان حکم می‌راندند تا آنکه این دودمان در سال ۱۳۷۰ میلادی و با مرگ کاژیمیش کبیر پایان یافت. از همان سال دودمان کاپتی آنژو با پادشاهی لایوش یکم بر لهستان و مجارستان حاکم شدند. دختر او معروف به یادویگا لهستان با دوک بزرگ لیتوانی که در آن زمان هنوز مسیحی نشده بود ازدواج کرد و با مسیحی شدن این دوک که یوگایوا نام داشت در سال ۱۳۸۶ میلادی دودمان یاگیلون تشکیل شد که مشترکا بر لهستان و لیتوانی حکمرانی می‌کرد.
دوران حکومت کازیمیر چهارم یاگیلون و سیگیسمونت یکم پیر هنگامه شکوه فرهنگی و پیشرفت در لهستان بود. این دوران که با نام رنسانس لهستان شناخته می‌شود تا هنگام اتحاد لوبلین در زمان پادشاهی سیگیسموند دوم آگوستوس ادامه یافت و عصر طلایی لهستان در این زمان پایان گرفت. با مرگ آخرین پادشاه دودمان یاگیلون پادشاهی در مشترک‌المنافع لهستان–لیتوانی شکل انتخابی به خود گرفت که در نتیجه آن عمدتا شاهان خارجی مانند آنری سوم برای حکمرانی انتخاب می‌شدند. این شاهان آزادی طلایی را برای نخبگان لهستانی به ارمغان آوردند و به مدد فرماندهان قابلی مانند ایشتوان باتوری توانستند لهستان را تقویت کنند. دوران دودمان واسا در ابتدا زمانه گسترش هنر، فرهنگ و تجارت در لهستان بود. در زمانه پادشاهی زیگیسموند سوم که شاهی بااستعداد اما تا حدی مستبد بود لهستان وارد جنگ‌های بسیاری شد که نتیجه آن پیروزی‌هایی مانند فتح مسکو و شکست‌های مانند شکست در جنگ با سوئد بود که در نتیجه آن لیوونی به سوئد داده شد. فرزند او با نام ووادیسواف چهارم واسا سیاست‌های پدر را ادامه داد و به سختی از مرزهای لهستان دفاع می‌کرد اما پس از آن دوران پادشاهی ووادیسواف چهارم واسا نافرجام بود و منجر به کناره‌گیری او شد. 
انتخاب ژان سوم سوبیسکی به پادشاهی لهستان موجب بهبود وضعیت شد. او که یک فرمانده نظامی با تجربه بود توانست در نبرد وین در سال ۱۶۸۳ امپراتوری عثمانی را شکست دهد. سال‌های بعد اما دوران چندان خوبی برای پادشاهی مشترک‌المنافع لهستان-لیتوانی نبود. دوران طولانی حکومت ناکارآمد دودمان ویتین پادشاهی لهستان را زیر نفوذ زاکسن و امپراتوری روسیه برد. علاوه بر این، دشمنی‌های گوناگون با اشرافیان (شلختا)شورشی در زمان استانیسلاو لیزینسکی پادشاهی لهستان را به شدت تضعیف نمود تا آنکه در زمان استانیسواو آگوست پونیاتوفسکی که پادشاهی روشنفکر اما ضعیف بود لهستان تجزیه شد. آخرین فرمانروای لهستان فردریک آگوستوس اول دوک ورشو بود که تلاش کرد بار دیگر لهستان را به وجود آورد. پس از جنگ‌های ناپلئونی تجزیه لهستان قطعی و این کشور میان سه قدرت پروس، اتریش و روسیه تزاری تقسیم شد. هنگام تاسیس دوباره کشور لهستان در سال ۱۹۱۸ میلادی پادشاهی در این کشور منحل و یک جمهوری پارلمانی به نام جمهوری دوم لهستان به وجود آمد.

## فرمانروایان اسطوره‌ای
| فرمانروا | فرمانروا | قبیله  | دوره     | توضیحات                   |
| -------- | -------- | ------ | -------- | ------------------------- |
| لِه       |          | قوم له | قرن ششم  | مؤسس اسطوره‌ای ملت لهستان. |
| کراکوس   | Krak     | قوم له | قرن هشتم | مؤسس اسطوره‌ای کراکوف      |
| واندا    |          | قوم له | قرن هشتم | دختر کراکوس               |

## فرمانروایان نیمه افسانه‌ایلهستانی‌های غربی(لهستان بزرگ)
| فرمانروا  | فرمانروا | خاندان  | دوره             | توضیحات                                                                           |
| --------- | -------- | ------- | ---------------- | --------------------------------------------------------------------------------- |
| پوپیل دوم |          | پوپیل‌ها | دوک، قرن نهم     | فرمانروای نیمه اسطوره‌ای لهستان قبیله گوپلان‌ها و لهستانی‌ها                         |
| پوپیل دوم |          | پوپیل‌ها | دوک، قرن نهم     | فرمانروای نیمه اسطوره‌ای اسلاوهای غربی ("proto-Polish") قبیله گوپلان‌ها و لهستانی‌ها |
| سیموویت   |          | پیاست   | دوک، قرن نهم     | نیمه اسطوره‌ای پسر پیاست چرخ‌ساز                                                    |
| لستک      |          | پیاست   | دوک، قرون ۹ و ۱۰ | نیمه اسطوره‌ای پسر سیموویت                                                         |
| سیمومیسل  |          | پیاست   | دوک، قرن ۱۰      | نیمه اسطوره‌ای پسر لستک                                                            |

## فرمانروایان لهستان
| فرمانروا                   | فرمانروا | خاندان | دوره حکومت                       | توضیحات |
| -------------------------- | -------- | ------ | -------------------------------- | --- |
| میشکو اول لهستان           |          | پیاست  | دوک ?۹۶۰–۹۹۲                     | پسر Siemomysł اولین شاه مسیحی لهستان Misico, dux Wandalorum                                                                             |
| بولسلاو اول لهستان         |          | پیاست  | دوک ۹۹۲–۱۰۲۵ شاه ۱۰۲۵            | son of Mieszko I and Dobrawa of Bohemia اولین کسی بود که به عنوان شاه لهستان تاجگذاری کرد. Regnum Sclavorum, Gothorum sive Polonorum    |
| میشکو دوم لهستان           |          | پیاست  | شاه ۱۰۲۵–۱۰۳۱                    | پسر بولسلاو اول و امنیلدا لوزاتیا |
| Bezprym                    |          | پیاست  | دوک ۱۰۳۱–۱۰۳۲                    | پسر بولسلاوI و جودیت مجارستان (disputed)                                                                                                |
| Otto Bolesławowic          |          | پیاست  | دوک ۱۰۳۲                         | پسر بولسلاو اول و امنیلدا |
| Theodorick (Dytryk)        |          | پیاست  | Duke 1032                        | grandson of Mieszko I and Oda of Haldensleben                                                                                           |
| میشکو دوم لهستان           |          | پیاست  | دوک ۱۰۳۲–۱۰۳۴                    | به سلطنت بازگشت. |
| Bolesław the Forgotten     |          | پیاست  | دوک ۱۰۳۴–۱۰۳۹                    | نیمه اسطوره‌ای، existence disputed |
| کازیمیر اول لهستان         |          | Piast  | دوک ۱۰۳۹–۱۰۵۸                    | پسر میشکو دوم و ریچزا لوتارنجیا |
| بولسلاو دوم لهستان         |          | پیاست  | دوک ۱۰۵۸–۱۰۷۶ شاه ۱۰۷۶–۱۰۷۹      | پسر کازیمیر اول و ماریا دوبرونیگا کیف                                                                                                   |
| Władysław I Herman         |          | پیاست  | Duke 1079–1102                   | پسر کازیمیر اول و ماریا دوبرونیگا |
| Zbigniew                   |          | پیاست  | دوک ۱۰۹۸–۱۱۰۷                    | son of Władysław (Ladislas) I and Przecława, Prawdzic coat of arms (disputed) first jointly with Ladislas I ۱۰۹۸-۱۱۰۲                   |
| بولسلاو سوم                |          | پیاست  | دوک ۱۱۰۷–۱۱۳۸                    | son of Władysław (Ladislas) I و جودیت بوهم first jointly with Władysław (Ladislas)۱۰۹۸-۱۱۰۲ introduced senioral principle               |
| ولادیسلاو دوم لهستان       |          | پیاست  | دوک بزرگ ۱۱۳۸–۱۱۴۶               | پسر بولسلاو سوم و Zbyslava of Kiev همچنین دوک سیلزی توسط برادرانش تبعید شد.                                                             |
| Bolesław IV the Curly      |          | پیاست  | دوک بزرگ ۱۱۴۶–۱۱۷۳               | پسر بولسلاو سوم و سالومیا برگ همچنین دوک مازوویا                                                                                        |
| میشکو سوم لهستان           |          | پیاست  | دوک بزرگ ۱۱۷۳–۱۱۷۷               | پسر بولسلاو سوم و سالومیا همچنین دوک لهستان بزرگ.                                                                                       |
| کازیمیر دوم لهستان         |          | پیاست  | دوک بزرگ ۱۱۷۷–۱۱۹۰               | پسر بولسلاو سوم و سالومیا همچنین دوک ویشلیکا و ساندومیرز.                                                                               |
| میشکو سوم لهستان           |          | پیاست  | دوک بزرگ ۱۱۹۰                    | بازگشت به سلطنت. |
| کازیمیر دوم لهستان         |          | پیاست  | دوک بزرگ ۱۱۹۰–۱۱۹۴               | بازگشت به سلطنت. |
| Leszek I the White         |          | پیاست  | دوک بزرگ ۱۱۹۴–۱۱۹۸               | پسر کازیمیر دوم و Helen of Znojmo همچنین دوک ساندومیرز                                                                                  |
| میشکو سوم لهستان           |          | پیاست  | دوک بزرگ ۱۱۹۸–۱۱۹۹               | بازگشت به سلطنت. |
| Leszek I the White         |          | پیاست  | دوک بزرگ ۱۱۹۹                    | بازگشت به سلطنت. |
| میشکو سوم لهستان           |          | پیاست  | دوک بزرگ ۱۱۹۹–۱۲۰۲               | بازگشت به سلطنت |
| ولادیسلاو سوم لهستان       |          | پیاست  | دوک بزرگ ۱۲۰۲                    | پسر میشکو سوم و یودوزیا کیف همچنین دوک لهستان بزرگ                                                                                      |
| Leszek I the White         |          | پیاست  | دوک بزرگ ۱۲۰۲–۱۲۱۰               | بازگشت به سلطنت |
| میشکو چهارم لهستان         |          | پیاست  | دوک بزرگ ۱۲۱۰–۱۲۱۱               | پسر ولادیسلاو سوم و آن بابنبرگ همچنین دوک سیلزی.                                                                                        |
| Leszek I the White         |          | پیاست  | دوک بزرگ ۱۲۱۱–۱۲۲۵               | بازگشت به سلطنت |
| Henryk I the Bearded       |          | Piast  | دوک بزرگ ۱۲۲۵                    | نوه of Władysław (Ladislas) II, پسر Bolesław I the Tall و Krystyna همچنین دوک سیلزی                                                     |
| Leszek I the White         |          | Piast  | دوک بزرگ ۱۲۲۵–۱۲۲۷               | restored assassinated |
| ولادیسلاو سوم لهستان       |          | پیاست  | دوک بزرگ ۱۲۲۷–۱۲۲۹               | بازگشت به سلطنت. |
| کنراد اول مازوویا          |          | پیاست  | دوک بزرگ ۱۲۲۹–۱۲۳۲               | پسر کازیمیر دوم و هلن همچنین دوک مازوویا.                                                                                               |
| Henryk I the Bearded       |          | Piast  | دوک بزرگ ۱۲۳۲–۱۲۳۸               | restored |
| Henryk II the Pious        |          | Piast  | دوک بزرگ ۱۲۳۸–۱۲۴۱               | son of Henry I and Saint هدویگ زیلزیا (Saint Hedwig of Silesia) همچنین دوک ورشو و Greater Poland fell در Battle of Legnica              |
| Bolesław II Rogatka        |          | Piast  | High دوک ۱۲۴۱                    | پسر Henry II and Anne of Bohemia همچنین دوک سیلزی                                                                                       |
| کنراد اول مازوویا          |          | پیاست  | دوک بزرگ ۱۲۴۱–۱۲۴۳               | بازگشت به سلطنت. |
| Bolesław V the Chaste      |          | Piast  | دوک بزرگ ۱۲۴۳–۱۲۷۹               | پسر Leszek the White و Grzymislawa of Luck                                                                                              |
| Leszek II the Black        |          | Piast  | دوک بزرگ ۱۲۷۹–۱۲۸۸               | paternal grandson of CI maternal grandson of Henry II پسر Kazimierz (Casimir) I of Kujawia (Kuyavia) و Constance of Wrocław             |
| بولسلاو دوم مازوویا        |          | پیاست  | دوک بزرگ ۱۲۸۸                    | نوه کنراد مازوویا دوک مازوویا |
| Henryk IV Probus           |          | Piast  | دوک بزرگ 1288–1289               | paternal grandson of Henryk II maternal grandson of Konrad I son of Henry III the White و Judyta of Masovia دوک Lower Silesia           |
| بولسلاو دوم مازوویا        |          | پیاست  | دوک بزرگ ۱۲۸۹                    | به سلطنت بازگشت. |
| ولادیسلاو اول لهستان       |          | پیاست  | دوک بزرگ ۱۲۸۹                    | نوه کنراد اول مازووی پسر کازیمیر (کازیمیر) اول کویاوا (کویاویا) و Euphrosyne of Opole                                                   |
| Henryk IV Probus           |          | پیاست  | دوک بزرگ ۱۲۸۹–۱۲۹۰               | بازگشت به سلطنت. |
| پرزمیسل دوم                |          | پیاست  | دوک بزرگ۱۲۹۰–۱۲۹۱ شاه ۱۲۹۵–۱۲۹۶  | نوه هنریک دوم پسر پرزمیسل اول و الیزابت وروکلاف همچنین دوک پوزنان، لهستان بزرگ و پومرانی.                                               |
| ونتسل دوم بوهم (واسلو دوم) |          | پرمیسل | دوک بزرگ ۱۲۹۱–۱۳۰۰ شاه ۱۳۰۰–۱۳۰۵ | پسر پرمیسل اوتاکار دوم و یونیگاندا اسلاونیا با دختر پرمیسلاس دوم الیزابت ریچزا لهستان ازدواج کرد. همچنین شاه بوهم                       |
| ونتسل سوم بوهم (واسلو سوم) |          | پرمیسل | شاه ۱۳۰۵–۱۳۰۶                    | پسر ونتسل دوم و جودیت هابسبورگ تاجگذاری نکرد. ترور شد.                                                                                  |
| ولادیسلاو اول لهستان       |          | پیاست  | دوک بزرگ ۱۳۰۶–۱۳۲۰ شاه ۱۳۲۰–۱۳۳۳ | بازگشت به سلطنت. اتحاد دوباره پادشاهی لهستان.                                                                                           |
| کازیمیر کبیر               |          | پیاست  | شاه ۱۳۳۳–۱۳۷۰                    | پسر ولادیسلاو اول و یادویگا(هدویگ) کالیسز به عنوان یکی از بزرگترین شاهان لهستان شناخته می‌شود.                                           |
| لایوش یکم (لودویگ وگیرسکی) |          | آنژو   | شاه ۱۳۷۰–۱۳۸۲                    | پسر کاروی یکم و الیزابت لهستان برادرزاده کازیمیر (کازیمیر) III به عنوان شاه انتخاب شد و در ۱۷ نوامبر تاجگذاری کرد. همچنین شاه مجارستان. |
| یادویگا لهستان             |          | Anjou  | شاه ۱۳۸۴–۱۳۹۹                    | دختر لایوش یکم و الیزابت بوسنی تاجگذاری به عنوان "شاه", ۱۳۸۴ مشترکاً همراه همسرش یوگایلا از ۱۳۸۶ حکومت کرد                               |

## شاهان لهستان و دوک‌های بزرگ لیتوانی

### خاندان یاگیلون
| فرمانروا                                                                | فرمانروا | خاندان       | آغاز حکومت        | پایان حکومت      | توضیحات |
| ----------------------------------------------------------------------- | -------- | ------------ | ----------------- | ---------------- | --- |
| یوگایلا (Jogaila)                                                       |          | Jagiellonian | 4 March 1386      | 1 June 1434      | son of Algirdas of Lithuania and Uliana of Tver فهرست حاکمان لیتوانی، ۱۳۷۷-۱۴۳۴ reigned jointly with his wife Jadwiga till 1399 the longest-reigning king of Poland                                                                    |
| Władysław III of Varna (Władysław Warneńczyk, Vladislovas III)          |          | Jagiellonian | 25 July 1434      | 10 November 1444 | son of یوگایلا and Sophia of Halshany also king of Hungary, as Ulászló I fell at نبرد وارنا, in بلغارستان, hence called "of وارنا" |
| کازیمیر چهارم یاگیلون (Kazimierz Jagiellończyk, Kazimieras Jogailaitis) |          | Jagiellonian | 25 June 1447      | 7 June 1492      | son of Ladislas II and Sophia of Halshany also Grand Duke of Lithuania, 1440–92 |
| ژان اول آلبرت لهستان (Jan Olbracht, Jonas Albrechtas)                   |          | Jagiellonian | 23 September 1492 | 16 June 1501     | son of Casimir IV and Elisabeth of Austria |
| الکساندر یاگیلون (Aleksander, Aleksandras)                              |          | Jagiellonian | 12 December 1501  | 19 August 1506   | son of Casimir IV and Elisabeth of Austria also Grand Duke of Lithuania ۱۴۹۲-۱۵۰۶ |
| Sigismund I the Old (Zygmunt Stary, Žygimantas Senasis)                 |          | Jagiellonian | 8 December 1506   | 1 April 1548     | son of Casimir IV and Elisabeth of Austria also Grand Duke of Lithuania forced Prussian Homage in 1525 annexed Duchy of Masovia in 1526 entered alliance with Maximilian I, Holy Roman Emperor                                         |
| Sigismund II Augustus (Zygmunt August, Žygimantas Augustas)             |          | Jagiellonian | 1 April 1548      | 7 July 1572      | son of Sigismund I and Bona Sforza also Grand Duke of Lithuania replaced the personal union of the Kingdom of Poland and the Grand Duchy of Lithuania with a real union and an elective monarchy (مشترک‌المنافع لهستان–لیتوانی) in 1569 |

## شاهان لهستان
| فرمانروا                                 | فرمانروا | خاندان       | آغاز حکومت                                               | پایان حکومت                                         | توضیحات |
| ---------------------------------------- | -------- | ------------ | -------------------------------------------------------- | --------------------------------------------------- | --- |
| آنری سوم (هانری سوم)                     |          | والواها      | ۲۱ فوریه ۱۵۷۴                                            | ۱۲ مه ۱۵۷۵                                          | پسر آنری دوم و کاترین مدیچی پس از چندماه به دلیل انتصابش به مقام شاه فرانسه از لهستان رفت.                                                         |
| آنا                                      |          | یاگیلون      | شاه ۱۵ دسامبر ۱۵۷۵                                       | ۱۲ دسامبر ۱۵۸۶                                      | دختر زیگیسموند اول و بونا اسفورزا به همراه همسرش استفان باتوری سلطنت کرد.                                                                          |
| استفان باتوری (ایشتوان اول باتوری)       |          | باتوری       | ۱۵ دسامبر ۱۵۷۵                                           | ۱۲ دسامبر ۱۵۸۶                                      | پسر استفان هشتم باتوری و کاترین تلگدی شاهزاده ترانسیلوانی به همراه همسرش آنا فرمانروایی کرد. به عنوان یکی از بزرگترین شاهان لهستان شناخته می‌شود.   |
| زیگموند سوم (زیگیسموند سوم)              |          | واسا         | ۱۸ سپتامبر ۱۵۸۷                                          | ۱۹ آوریل ۱۶۳۲                                       | نوه زیگیسموند I پسر یوهان سوم سوئد و کاترین یاگیلون همچنین شاه سوئد ۱۵۹۲–۱۵۹۹، اسماً شاه سوئد ۱۵۹۹–۱۶۳۲                                             |
| ولادیسلاوس                               |          | واسا         | ۸ نوامبر ۱۶۳۲                                            | ۲۰ مه ۱۶۴۸                                          | پسر زیگیسموند سوم و آن اتریش اسماً تزار روسیه ۱۶۱۰–۱۶۳۴، اسماً شاه سوئد ۱۶۳۲–۱۶۴۸                                                                    |
| یان دوم کازیمیر (یوهان دوم کازیمیر)      |          | واسا         | ۲۰ نوامبر ۱۶۴۸                                           | ۱۶ سپتامبر ۱۶۶۸                                     | پسر زیگیسموند سوم و کنستانس اتریش اسماً شاه سوئد ۱۶۴۸–۱۶۶۰ استعفا کرد.                                                                              |
| Michał Korybut (Michael I)               |          | Wiśniowiecki | ۱۹ ژوئن ۱۶۶۹                                             | ۱۰ نوامبر ۱۶۷۳                                      | پسر یک فرمانده نظامی موفق اما جنجال‌برانگیز، Jeremi Wiśniowiecki, و Gryzelda Konstancja Zamoyska                                                    |
| ژان سوم (یوهان سوم)                      |          | سوبیسکی      | ۲۱ مه ۱۶۷۴                                               | ۱۷ ژوئن ۱۶۹۶                                        | پسر یاکوب سوبیسکی و Zofia Teofillia Daniłowicz بیشترین شهرت او به سبب پیروزی‌اش بر ترکها در نبرد وین در ۱۶۸۳ میلادی می‌باشد.                         |
| آگوست دوم (آگوستوس دوم)                  |          | وتین         | ۱۵ سپتامبر ۱۶۹۷                                          | ۱۶ فوریه ۱۷۰۴ (deposed) ۲۴ سپتامبر ۱۷۰۶ (abdicates) | پسر یوهان جورج سوم و آنا سوفی دانمارک Elector of Saxony به عنوان فریدریش آگوستوس اول ۱۶۹۴–۱۷۳۳                                                     |
| استانیسلاو اول                           |          | Leszczyński  | ۴ اکتبر ۱۷۰۵                                             | ۸ اوت ۱۷۰۹                                          | پسر Rafał Leszczyński و Anna Jabłonowska yielded to Augustus II                                                                                    |
| August II Mocny (Augustus II the Strong) |          | Wettin       | ۸ اوت ۱۷۰۹                                               | ۱ فوریه ۱۷۳۳                                        | restored |
| Stanisław I                              |          | Leszczyński  | ۱۲ سپتامبر ۱۷۳۳                                          | ۳۰ ژوئن ۱۷۳۴ (deposed) ۲۷ ژانویه ۱۷۳۶ (abdicates)   | restored defeated in جنگ جانشینی لهستان became Duke of Lorraine تا زمان مرگش                                                                       |
| August III Sas (Augustus III)            |          | Wettin       | ۱۷ ژانویه ۱۷۳۴ (in opposition) ۳۰ ژوئن ۱۷۳۴(effectively) | ۵ اکتبر ۱۷۶۳                                        | پسر Augustus II و Christiane Eberhardine of Brandenburg-Bayreuth                                                                                   |
| Stanisław II August                      |          | Poniatowski  | ۲۵ نوامبر ۱۷۶۴                                           | ۷ ژانویه ۱۷۹۵                                       | پسر استانیسلاو پنیاتوسکی , Konstancja Czartoryska هنگامی که مشترک‌المنافع لهستان–لیتوانی منحل شد ناچار به استعفا گردید (جمهوری لهستان تا ۳ مه ۱۷۹۱) |

## سرزمین‌های مورد ادعای کشورهای خارجی پس از تجزیه لهستان

### تزارهایپادشاهی لهستان
| فرمانروا                    | فرمانروا | خاندان                  | آغاز حکومت    | پایان حکومت   | توضیحات |
| --------------------------- | -------- | ----------------------- | ------------- | ------------- | --- |
| الکساندر یکم (الکساندر اول) |          | هولشتاین-گوتورپ-رومانوف | ۹ ژوئن ۱۸۱۵   | ۱ دسامبر ۱۸۲۵ | The پادشاهی لهستان پس از کنگره وین به وجود آمد و سپس به "کنگره لهستان" تغییر نام داد.                                              |
| نیکلای یکم (نیکولاس یکم)    |          | هولشتاین-گوتورپ-رومانوف | ۱ دسامبر ۱۸۲۵ | ۲ مارس ۱۸۵۵   | deposed by the Polish Parliament (سنا) on 25 January 1831 during قیام نوامبر (۱۸۳۰–۱۸۳۱), autonomy abolished in 1832.              |
| الکساندر دوم (الکساندر دوم) |          | هولشتاین-گوتورپ-رومانوف | ۲ مارس ۱۸۵۵   | ۱۳ مارس ۱۸۸۱  | پادشاهی لهستان پس از قیام ژانویه (۱۸۶۳–۱۸۶۴) به امپراتوری روسیه انضمام یافت، و نام پادشاهی به ایالت ویستول (۱۸۶۷–۱۹۱۵) تغییر یافت. |
| الکساندر سوم (الکساندر سوم) |          | هولشتاین-گوتورپ-رومانوف | ۱۳ مارس ۱۸۸۱  | ۱ نوامبر ۱۸۹۴ | |
| نیکلای دوم (نیکولاس دوم)    |          | هولشتاین-گوتورپ-رومانوف | ۱ نوامبر ۱۸۹۴ | ۱۵ مارس ۱۹۱۷  | طی جنگ جهانی اول "Vistula Land" was looted and abandoned by the عقب‌نشینی ارتش روسیه در ۱۹۱۵; در ۱۹۱۷ میلادی استعفا کرد.            |

### شاهان و ملکه‌های گالیسیا و لودمریا(گالیسیا)
| فرمانروا                          | فرمانروا | خاندان        | آغاز حکومت      | پایان حکومت    | توضیحات |
| --------------------------------- | -------- | ------------- | --------------- | -------------- | --- |
| ماریا ترزا (ماریا ترسا)           |          | هابسبورگ      | ۲۲ سپتامبر ۱۷۷۲ | ۲۹ نوامبر ۱۷۸۰ | the area annexed by the امپراتوری هابسبورگ in the اولین تجزیه لهستان (مشترک‌المنافع لهستان-لیتوانی); ملکه ماریا ترزا اتریش (who was also Queen of Hungary, Queen of Bohemia, etc.) recalled the old Hungarian claims to the Regnum Galiciæ et Lodomeriæ, and Czech claims to the Duchies of Auschwitz and Zator |
| یوزف دوم (جوزف دوم)               |          | هابسبورگ-لورن | ۲۹ نوامبر ۱۷۸۰  | ۲۰ فوریه ۱۷۹۰  | |
| لئوپولد دوم (لئوپولد دوم)         |          | هابسبورگ-لورن | ۲۰ فوریه ۱۷۹۰   | ۱ مارس ۱۷۹۲    | |
| فرانتس دوم (فرانسیس دوم)          |          | هابسبورگ-لورن | ۱ مارس ۱۷۹۲     | ۲ مارس ۱۸۳۵    | آخرین امپراتور مقدس روم، از ۱۷۹۲ تا ۶ اوت ۱۸۰۶ سلطنت کرد، زمانی که او از سلطنت استعفاء کرد ، امپراتوری مقدس روم از هم پاشید. در ۱۸۰۴، او امپراتوری اتریش را پدید آورد و تبدیل به فرانسیس یکم شد. (قیصر فرانسیس)                                                                                                |
| فردیناند اول (فردیناند یکم)       |          | هابسبورگ-لورن | ۲ مارس ۱۸۳۵     | ۲ دسامبر ۱۸۴۸  | پس از شورش ناموفق کراکوف در ۱۸۴۶، شهر آزاد کراکوف در ۱۶ نوامبر ۱۸۴۶ توسط اتریش تسخیر شد و دوک‌نشین بزرگ کراکوف تبدیل گردید.; نام اداری کامل آن از این قرار بود: پادشاهی گالیسیا-لودمریا، و دوک‌نشین بزرگ کراکوف با دوک‌نشین‌های آشویتز و زاتور                                                                     |
| فرانس جوزف اول (فرانسیس جوزف اول) |          | هابسبورگ-لورن | ۲ دسامبر ۱۸۴۸   | ۲۱ نوامبر ۱۹۱۶ | after the سازش اتریشی-مجارستانی ۱۸۶۷ میلادی, and the reorganization of the Empire as the پادشاهی دوگانه, a broad autonomy was granted to Galicia and Lodomeria within سیسلتنیا, the Austrian بخشی از اتریش-مجارستان                                                                                            |
| کارل یکم (Karol I)                |          | هابسبورگ-لورن | ۲۱ نوامبر ۱۹۱۶  | ۱۱ نوامبر ۱۹۱۸ | renounced all participation in affairs of state but did not abdicate |

### دوک‌های ورشو(ورشو)
| فرمانروا                            | فرمانروا | خاندان | آغاز حکومت   | پایان حکومت  | توضیحات |
| ----------------------------------- | -------- | ------ | ------------ | ------------ | --- |
| فریدریک آگوستوس اول (فریدریش آگوست) |          | وتین   | ۹ ژوئیه ۱۸۰۷ | ۱۴ مارس ۱۸۱۳ | نوه آگوست سوم شاه ساکسونی ۱۸۰۵–۱۸۲۷ دوک‌نشین ورشو توسط ناپلئون بناپارت در ۱۸۰۷ به عنوان یک تحت‌الحمایه امپراتوری فرانسه تأسیس گردید، در کنگره وین منحل شد و به پادشاهی لهستان, تحت‌الحمایه امپراتوری روسیه, و دوک‌نشین بزرگ پوزنان, تحت‌الحمایه پادشاهی پروس تقسیم شد. |

### دوک‌های دانتزیگ(گدانسک)
| شاهان                                       | شاهان | خاندان   | آغاز حکومت     | پایان حکومت   | توضیحات |
| ------------------------------------------- | ----- | -------- | -------------- | ------------- | --- |
| فرانسیس جوزف لفبوره (فرانسیسزک یوزف لفبوره) |       | Lefebvre | ۹ سپتامبر ۱۸۰۷ | ۲ ژانویه ۱۸۱۴ | شهر آزاد دانتزیگ, به عنوان ایالتی نیمه مستقل توسط ناپلئون بناپارت در ۱۸۰۷ تأسیس شد، در کنگره وین منحل شد و به خاک پروس الحاق یافت. |

### دوک‌های بزرگ پوزنان(پوزنان)
| شاهان                                       | شاهان | خاندان     | آغاز حکومت    | پایان حکومت   | توضیحات |
| ------------------------------------------- | ----- | ---------- | ------------- | ------------- | --- |
| فریدریک ویلیام سوم (فریدریش ویلهلم سوم)     |       | هوهن‌تسولرن | ۹ ژوئن ۱۸۱۵   | ۷ ژوئن ۱۸۴۰   | دوک‌نشین بزرگ پوزنان در کنگره وین ایجاد شد; تا ۱۸۳۱ میلادی توسط فرماندار آنتونی رادزیویل اداره می شد.             |
| فریدریک ویلیام چهارم (فریدریش ویلهلم چهارم) |       | هوهن‌تسولرن | ۷ ژوئن ۱۸۴۰   | ۲ ژانویه ۱۸۶۱ | انحلال پوزنان در ژوئن ۲۸، ۱۸۴۸; دوک‌نشین بزرگ پوزنان جای خود را به ایالت پوزنان در قانون اساسی ۵ دسامبر ۱۸۴۸ داد. |
| ویلیام اول (ویلهلم اول)                     |       | هوهن‌تسولرن | ۲ ژانویه ۱۸۶۱ | ۹ مارس ۱۸۸۸   | ایالت پوزنان، به همراه پادشاهی پروس به بخشی از امپراتوری آلمان (۱۸۷۱–۱۹۱۸) تبدیل شد.                             |
| فردریک سوم (فریدریش سوم)                    |       | هوهن‌تسولرن | ۹ مارس ۱۸۸۸   | ۱۵ ژوئن ۱۸۸۸  | |
| ویلهلم دوم (ویلیام دوم)                     |       | هوهن‌تسولرن | ۱۵ ژوئن ۱۸۸۸  | ۹ نوامبر ۱۹۱۸ | در ۱۹۱۸ برکنار شد.                                                                                               |